# Pedro Oliveiro Guerrero
Pedro Oliveiro Guerrero Castillo (1970 – Puerto Elvira, 25 dicembre 2010) è stato un criminale colombiano.

## Biografia
Pedro Guerrero, abbreviazione di Pedro Oliveiro Guerrero Castillo, conosciuto come Cuchillo (let. "coltello") per la sua usanza di uccidere le sue vittime con un coltello, è stata una figura del crimine organizzato e del terrorismo legata ai cartelli della droga e alle associazioni sovversive della Colombia (AUC, ERPAC) e dell'America latina in generale (Contras).
Tra i signori della droga più ricercati a livello internazionale, in particolare negli Stati Uniti d'America per traffico di droga, e in Colombia dalle forze di sicurezza per il suo coinvolgimento in traffico di stupefacenti, appartenenza a gruppi terroristici e paramilitari e per il suo ruolo chiave in almeno 2-3.000 omicidi a sfondo criminale, la maggior parte di essi avvenuti quando era a capo di una delle milizie dell'AUC. Su di lui era presente una taglia di 2 milioni e mezzo di dollari per chi lo avesse catturato o comunque dato informazioni utili ai fini delle attività investigative.
Oltre alle attività di droga, figurava tra le file degli elementi più attivi nella insurrezione civile colombiana, legato a gruppi paramilitari di ultradestra come l'Autodefensas Unidas de Colombia. Nel 2006 la banda estremista di cui faceva parte rifiutò un accordo di tregua con il governo di Álvaro Uribe Vélez e fu in seguito smembrata dagli arresti e dalle attività d'indagine. Centinaia di appartenenti di questa banda e numerose altre decimate dallo Stato si allontanarono dai riflettori sulla guerra civile, preferendo entrare nel più redditizio campo della produzione e distribuzione internazionale di cocaina.
In risposta a ciò, nello stesso anno Guerrero formò un altro gruppo insurrezionalista insieme ad alcuni seguaci del precedente movimento guerrigliero: l'Esercito Rivoluzionario Popolare Antiterroristico della Colombia (ERPAC), ufficialmente costituito per combattere i gruppi di estrema sinistra. Se ne mise alla guida completa dopo un breve periodo di militanza. Oltre all'azione prima di guerriglia, Guerrero sfruttò il potenziale bellico di un tale esercito intromettendo il gruppo nel traffico di droga e nei sequestri di persona, trovando in ciò l'ostilità delle Forze Armate Rivoluzionarie della Colombia (FARC) già da tempo in movimento in quei settori.

### Morte
La sera del 24 dicembre 2010, in un'area rurale di Puerto Elvira, dipartimento di Meta (Colombia meridionale), in una maxi operazione connessa di esercito e reparti della polizia giudiziaria e antidroga che ha visto il spiegamento di 500 uomini vengono arrestati 8 componenti delle forze di difesa personale di Guerrero, tra cui il suo vice Harold Rojas Pineros, e perlustrata l'intera area al fine di ultimare lo schema del raid aereo previsto poco dopo. Nel corso dell'operazione due poliziotti rimangono uccisi in alcuni scontri a fuoco. La notte coincidente col giorno di Natale, viene effettuato il blitz per via aerea nel quale l'intera zona viene bombardata.
Guerrero, la cui presenza nell'area era stata certificata nel corso della maxioperazione, riesce a fuggire nonostante le ferite riportate nel bombardamento e fa perdere le sue tracce. Comunque, due giorni dopo l'attacco, i cadaveri rinvenuti sul luogo del blitz vengono esaminati e man mano identificati tramite la convalidazione delle impronte digitali. Dopo che il 28 dicembre un corpo in stato avanzato di decomposizione viene identificato in quello del trafficante ricercato, il 29 dicembre il presidente Juan Manuel Santos diffonde in un comunicato ufficiale la notizia, spiegando che l'uomo era stato ritrovato con vicino «il coltello con cui sgozzava le sue vittime».